# Tolovové
Tolovové nebo také Taa-laa-wa Dee-ni’ (anglicky: Tolowa) jsou kmen původních indiánských obyvatel Severní Ameriky, příslušníci athabaské etnolingvistické skupiny, kteří stále žijí ve svých původních teritoriích v severozápadní Kalifornii a v jižním Oregonu. Na federálním seznamu uznaných indiánských kmenů jsou zapsáni jako Tolowa Dee-ni’ Nation, Elk Valley Rancheria, Confederated Tribes of Siletz, Trinidad Rancheria stejně jako nezapsaný národ Tolovů.

## Historie
Jejich domovina, Taa-laa-waa-dvn (tolovská dědičná země) se rozkládalo podél pobřeží Tichého oceánu mezi Wilson Creek a údolím řeky Smith a v blízkosti řek Winchuck, Chetco, Pistol, Rogue, Elk and Sixes a pokračovalo podél řeky Rogue až do údolí Applegate v jihozápadním Oregonu, zhruba v místech dnešních okresů Curry, Josephine a Del Norte. Ze severu bylo území ohraničeno dnešním přístavem Port Orford v Oregonu a z jihu pak Wilson Creekem, který leží na sever od řeky Klamath. Žili přibližně v osmi stálých vesnicích. Jejich nejdůležitější osadou je Yan’-daa-k’vt. Kmen Tolovů sousedil na severu s Cokvilly a Umpquy; Takelmy, Shasty a Karuky na východě a s Juroky na jihu.
Jméno Tolova (Tolowa) je odvozeno z Taa-laa-welh (Taa-laa-wa) algického jména které jim dali jejich sousedi Jurokové a znamená přibližně "mluvím tolovsky".